# Alpha Centauri
Alpha Centauri (α Centauri, α Cen), também conhecida como Rigil Kentaurus, é o sistema estelar mais próximo do Sistema Solar, a uma distância de 4,37 anos-luz (1,34 parsecs) do Sol. Consiste de três estrelas unidas gravitacionalmente: o par Alpha Centauri A e Alpha Centauri B, duas estrelas brilhantes e próximas no céu, e uma anã vermelha pequena mais afastada, Proxima Centauri (também chamada de Alpha Centauri C). A olho nu, os dois componentes principais são vistos como um ponto único de luz com magnitude aparente visual de -0,27, formando a estrela mais brilhante da constelação de Centaurus e a terceira mais brilhante do céu noturno, superada apenas por Sirius e Canopus.
Alpha Centauri A (α Cen A) tem 1,11 vezes a massa e 1,52 vezes a luminosidade do Sol, enquanto Alpha Centauri B (α Cen B) é menor e mais fria, com 0,94 vezes a massa solar e 0,50 vezes sua luminosidade. Durante a órbita de 79,93 anos do par ao redor de seu centro de massa comum, a distância entre as estrelas varia entre 11 e 35 UA (aproximadamente a separação de Saturno ao Sol e de Plutão ao Sol).
Proxima Centauri (α Cen C) está à distância um pouco menor de 4,24 anos-luz (1,30 parsecs), sendo a estrela mais próxima do Sol, mesmo não sendo visível a olho nu. A separação atual de Proxima a Alpha Centauri AB é de cerca de 13 000 UA, equivalente a 430 vezes o raio orbital de Netuno, e a estrela leva 550 mil anos para orbitar o par central. Proxima Centauri b, um planeta extrassolar terrestre na zona habitável de Proxima Centauri, foi descoberto em 2016.

## Observação
A olho nu Alpha Centauri apresenta-se como uma estrela única de magnitude aparente -0,27, sendo a terceira estrela mais brilhante do céu, atrás de Sirius e Canopus, e a mais brilhante da constelação de Centaurus. Está no hemisfério celestial sul a uma declinação de quase -61°, portanto é visível de todo hemisfério sul, sendo circumpolar a sul do paralelo 29 S. No hemisfério norte só é visível a sul do paralelo 29 N. Sua data de culminação às 21h é 8 de junho e à meia-noite é 24 de abril.

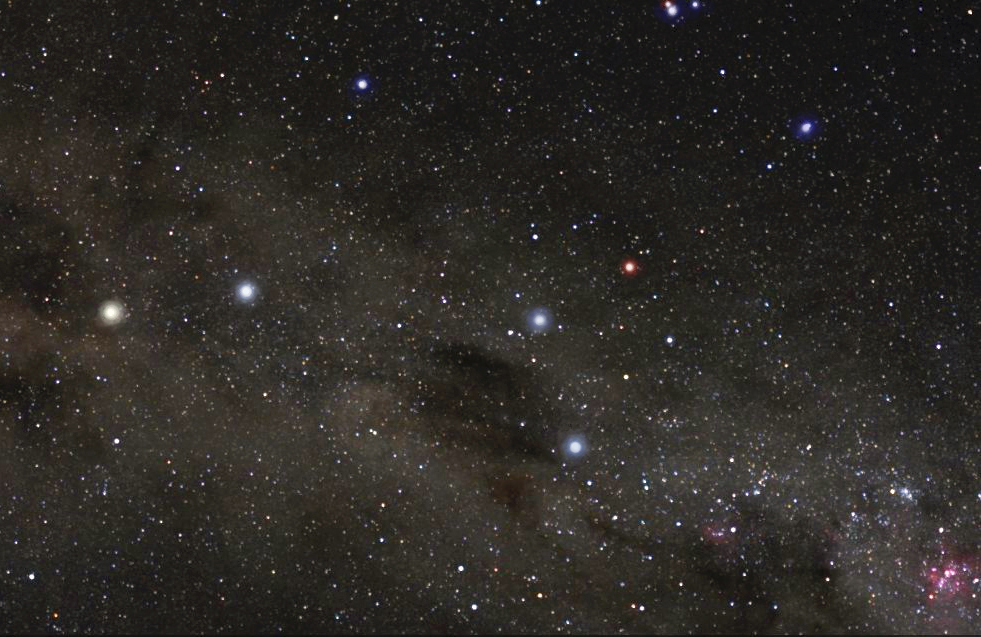
Alpha Centauri A e B aparecem como uma só estrela na imagem, a mais brilhante à esquerda. À direita encontra-se Beta Centauri, também conhecida como Hadar. Quase ao centro está a constelação de Crux (Cruzeiro do Sul).

Alpha Centauri está a apenas 4,5° de Beta Centauri, a segunda estrela mais brilhante da constelação e uma das mais brilhantes do céu. Uma linha reta passando por elas aponta diretamente para a constelação de Crux (Cruzeiro do Sul), localizada poucos graus a oeste das duas estrelas. Por isso, elas são conhecidas como "ponteiros" até o Cruzeiro do Sul.
As duas principais estrelas do sistema, α Cen A e α Cen B, estão muito próximas entre si para poderem ser distinguidas a olho nu, a uma separação angular que varia entre 2 e 22 segundos de arco, mas durante a maior parte de sua órbita, podem ser visualizadas com binóculo ou telescópio de pequeno porte (5 cm). Vista da Terra, Proxima Centauri está 2,2° a sudoeste de Alpha Centauri AB. Isso é cerca de quatro vezes o diâmetro angular da lua cheia e metade da distância angular entre Alpha Centauri AB e Beta Centauri. Proxima necessita um telescópio de tamanho moderado para ser vista e aparece como uma estrela fortemente avermelhada de magnitude aparente visual 11,1.

## História observacional
O explorador inglês Robert Hues trouxe Alpha Centauri para a atenção dos observadores europeus em sua obra de 1592 Tractatus de Globis, junto com Canopus e Achernar, notando: "Existem três estrelas de primeira magnitude que observei nessas regiões que nunca são vistas da Inglaterra. A primeira é aquela estrela brilhante na popa de Argo chamada Canobus. A segunda está no fim de Eridanus. A terceira [Alpha Centauri] está no pé direito do Centauro."
A natureza binária de Alpha Centauri AB foi identificada pela primeira vez em dezembro de 1689 pelo astrônomo e padre jesuíta Jean Richaud. A descoberta foi feita por acidente enquanto ele observava um cometa em Puducherry.
O grande movimento próprio de Alpha Centauri foi descoberto por Manuel John Johnson, observando de Santa Helena. Após ser informado disso, Thomas Henderson na Cidade do Cabo determinou a paralaxe de Alpha Centauri a partir de observações precisas do sistema entre abril de 1832 e maio de 1833. Ele inicialmente suspeitou que o valor achado era grande demais, e só publicou seus resultados em 1839, depois que Friedrich Wilhelm Bessel publicou seus resultados da paralaxe de 61 Cygni em 1838.
Proxima Centauri foi descoberta em 1915 por Robert T. A. Innes, que analisou placas fotográficas tiradas em diferentes datas e observou uma estrela com alto movimento próprio na região próxima de α Cen, notando a semelhança do movimento próprio das duas. Em uma publicação posterior de 1917, ele apresentou medições de paralaxe para essa estrela e concluiu que ela pertence ao sistema α Cen e é a estrela conhecida mais próxima do Sistema Solar, sugerindo o nome Proxima Centaurus para ela.

## Componentes

### Alpha Centauri A e B

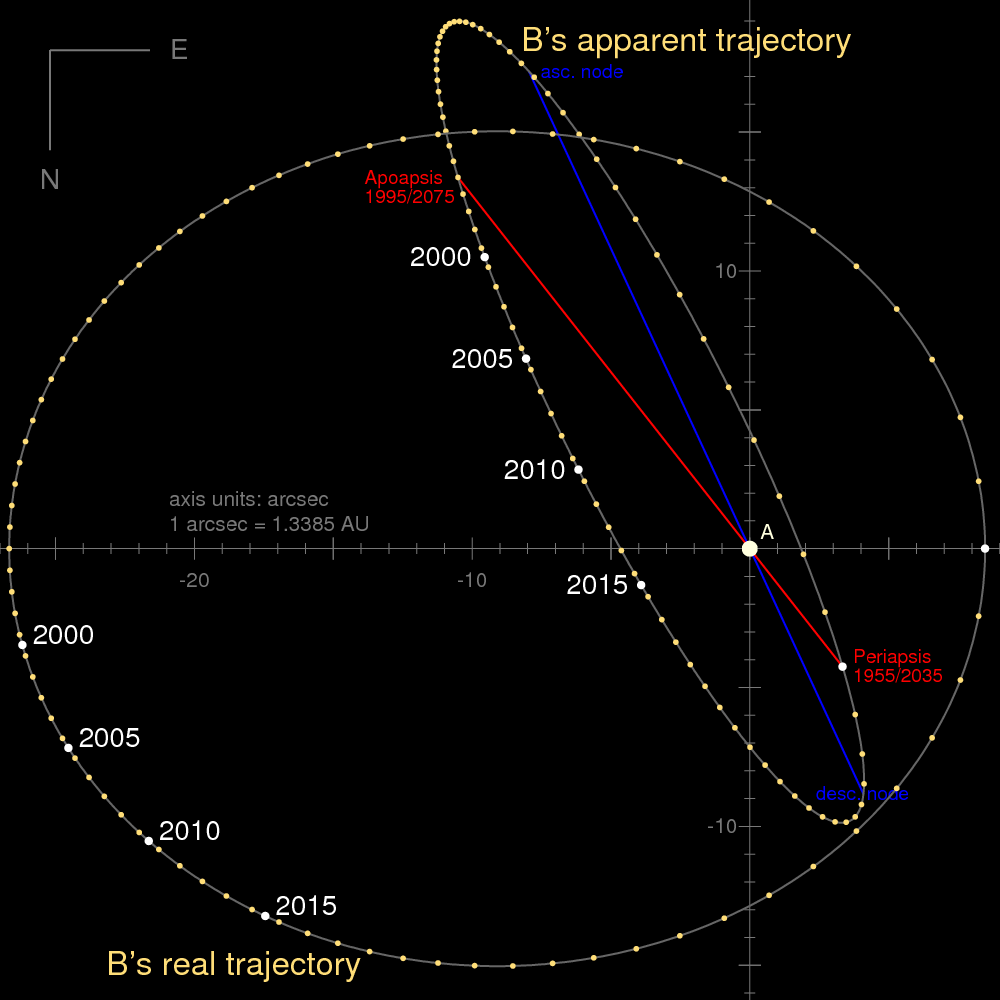
Órbita aparente e órbita real de α Cen B em relação a α Cen A, que está mantido fixo (na realidade, ambos orbitam em torno de um centro de massa comum). A órbita aparente é a
vista da Terra. A órbita real é a vista perpendicularmente ao plano orbital. A inclinação entre as duas perspectivas é de cerca de 79°

Tamanho e cor dos componentes de Alfa Centauri aparecem em escala comparados com o Sol

Os dois componentes principais do sistema são denominados Alpha Centauri A (α Cen A) e Alpha Centauri B (α Cen B), e juntos podem ser denominados como o sistema binário α Cen AB. Individualmente, têm magnitudes aparentes visuais de 0,01 e 1,33, sendo α Cen A a quarta estrela mais brilhante do céu noturno e α Cen B a 21ª, se consideradas isoladamente. As duas estrelas estão a uma distância de 4,365 ± 0,004 anos-luz (1,338 ± 0,001 parsecs) da Terra, determinada com alta precisão a partir de sua órbita.
Elas orbitam seu centro de massa comum com um semieixo maior de 17,592 segundos de arco e período orbital de 79,929 anos. À distância das estrelas, isso equivale a uma separação média de 23,2 UA entre elas. Considerando sua moderada excentricidade orbital de 0,5208, elas se aproximam a até 11 UA uma da outra no periastro e se afastam a 35 UA no apoastro. O último periastro ocorreu em 1955. Em relação ao plano do céu, a órbita está inclinada em 79,320°.
Ambos os componentes são estrelas da sequência principal parecidas com o Sol; α Cen A é uma anã amarela com um tipo espectral de G2V (o mesmo do Sol), enquanto α Cen B, uma anã laranja, é mais fria com um tipo espectral de K1V. Devido à sua proximidade e semelhança ao Sol, α Cen A e B são alvo frequente de estudos de física estelar e planetas extrassolares, e seus parâmetros estelares estão entre os mais bem conhecidos para qualquer estrela exceto o Sol. As massas das estrelas, determinadas a partir da solução orbital, são de 1,1055 e 0,9373 vezes a massa solar para os componentes A e B respectivamente. Seus raios angulares foram medidos diretamente; em combinação com a distância muito precisa, foram calculados raios de 1,2234 raios solares para α Cen A e 0,8632 raios solares para α Cen B. As estrelas estão brilhando com 1,521 e 0,503 vezes a luminosidade solar e têm temperaturas efetivas de 5 795 e 5 231 K.
O sistema tem uma alta metalicidade, a abundância de elementos além de hidrogênio e hélio, com uma abundância de ferro aproximadamente 70% maior que a do Sol ([Fe/H] = 0,23). Apesar de outros elementos não serem proporcionalmente tão abundantes, não há evidências de peculiaridades químicas e o sistema segue os padrões esperados para estrelas do tipo solar com essa metalicidade. Modelos de evolução química da Galáxia mostram que os indicadores químicos de α Centauri AB são consistentes com uma idade um pouco maior que a do Sol, de acordo com outras estimativas. Observações espectroscópicas precisas indicam que as duas estrelas possuem composições químicas idênticas, considerando as incertezas, o que é esperado em estrelas binárias, que se formaram juntas a partir do mesmo material. Em especial, não existem evidências para alterações na composição química após a formação do sistema, causadas por exemplo por acreção de um planeta. Existe uma possível correlação entre taxas de abundância e temperatura de condensação em α Cen A, como a observada no Sol e que poderia indicar a existência de planetas terrestres, mas não é considerada significativa.
Apesar de ter uma luminosidade menor, o componente B emite pelo menos duas vezes mais energia na faixa de raios X que o componente A. As emissões de raios X de α Cen B são variáveis a longo prazo, o que indica que a estrela apresenta um ciclo de atividade estelar semelhante ao ciclo solar; as observações são consistentes com um ciclo de 8,1 ± 0,2 anos em que a luminosidade de raios X varia por um fator de 4,5. α Cen A também apresenta variação na taxa de raios X, mas com um contraste menor de 3,4 entre o mínimo e o máximo. Entre 2005 e 2010 foi observado um estado prolongado de baixa atividade em A, que se for interpretado como um mínimo de um ciclo, este tem um período de 19,2 ± 0,7 anos. Observações de raios X de α Cen B detectaram também um fraco evento eruptivo na estrela em 2004, com liberação de energia calculada de 5×1029 erg.
O sistema Alpha Centauri é mais velho que o Sol, com estimativas diversas dando idades variando entre 5 e 7 bilhões de anos. Uma média ponderada da idade determinada por diferentes métodos é 5,03 ± 0,34 bilhões de anos. α Cen A tem uma velocidade de rotação projetada (v sin i) de 2,5 km/s, completando uma rotação em cerca de 15 a 20 dias. Já α Cen B está girando mais lentamente, com v sin i de 1,9 km/s, e completa uma rotação em 36,2 dias.

### Proxima Centauri
O terceiro membro do sistema é Proxima Centauri, uma anã vermelha de tipo espectral M5.5V que está mais próxima da Terra por cerca de 7 800 UA, a uma distância de 4,2426 anos-luz (1,3008 pc), sendo a estrela mais próxima do Sol. É consideravelmente menor que α Cen A e B, com uma massa de 12,21% da massa solar, raio de 15,42% do raio solar e brilho de apenas 0,155% da luminosidade solar. Devido a isso, não é visível a olho nu, tendo uma magnitude aparente visual de 11,05. Proxima Centauri é uma estrela eruptiva, apresentando aumentos repentinos na luminosidade devido a atividade magnética.
Com base em seu movimento próprio e paralaxe, Proxima Centauri é considerada um provável membro do sistema Alpha Centauri desde sua descoberta. No entanto, apenas em um artigo de 2017 foi demonstrado com alto grau de confiança seu vínculo gravitacional com o sistema. Sua órbita ao redor de α Cen AB tem um período muito longo de cerca de 550 000 anos e uma excentricidade moderada de 0,5. Proxima alcança uma distância de 4 300 UA de α Cen AB no periastro e o apoastro ocorre a 13 000 UA. Atualmente, está muito próxima do apoastro, a uma distância de 12 947 ± 260 UA do par central. Sua órbita está inclinada em 107,6° em relação ao plano do céu.

## Sistema planetário
Formado por estrelas similares ao Sol e sendo o sistema estelar mais próximo, Alpha Centauri é um alvo promissor para a busca por planetas extrassolares. Em especial, existe interesse na busca por planetas na zona habitável do sistema, que poderiam abrigar vida. Considerando a contribuição da outra estrela no fluxo recebido por um planeta, os limites aproximados das zonas habitáveis em torno de α Centauri A e B são estimados em 1,20–2,07 e 0,71–1,26 UA, respectivamente, em uma definição mais conservativa do termo, e 0,92–2,19 e 0,54–1,34 UA em uma definição mais otimista.

### Estudos teóricos
Um grande número de estudos teóricos foram feitos analisando se é possível a existência de planetas orbitando α Centauri A ou B. O sistema apresenta grandes desafios para a formação e estabilidade planetária; a órbita do par é altamente excêntrica e a separação entre as estrelas no periastro é de apenas 11 UA, limitando a região em que planetas teriam órbitas estáveis contra perturbações da outra estrela. Simulações numéricas mostram que planetas em órbitas prógradas (em relação à órbita da estrela binária), circulares e não inclinadas são instáveis a distâncias de mais de 3 UA de cada estrela. Órbitas retrógradas são mais estáveis, podendo sobreviver a até 4 UA, mas sua existência é improvável do ponto de vista astrofísico. Órbitas com valores maiores de excentricidade ou inclinação são progressivamente mais instáveis, com órbitas perpendiculares à órbita das estrelas sendo instáveis a 0,2 UA. Nas simulações, objetos que começam com uma pequena excentricidade orbital, igualando a excentricidade forçada pela interação com a estrela companheira, são mais estáveis e podem estar a distâncias um pouco maiores. A existência de sistemas planetários com vários planetas é possível, mas os planetas devem estar separados por uma distância maior em relação a sistemas orbitando estrelas isoladas; mesmo assim, simulações mostram que é possível a existência de até quatro planetas na zona habitável otimista de α Cen A, e cinco em α Cen B.
Também tem sido investigada a possibilidade da ocorrência de planetas circumbinários, exteriores à órbita das estrelas, orbitando o centro de massa do par. Simulações mostram que assim como acontece com os planetas orbitando uma estrela, órbitas retrógradas são mais estáveis que prógradas, mas para os planetas circumbinários inclinações próximas de 90° são mais estáveis que órbitas prógradas (inclinação zero). As menores órbitas estáveis são as retrógadas a 50–60 UA do centro de massa, e a partir de cerca de 80 UA as órbitas são estáveis independentemente da inclinação.
Mesmo sendo possível a existência de órbitas estáveis ao redor de α Cen A ou α Cen B, incluindo na zona habitável, um problema distinto é determinar se é possível a formação de planetas no sistema. Modelos de formação planetária, estudando diferentes fases do processo de acreção, sugerem que planetas terrestres podem ter se formado próximos de cada estrela, mas a distância máxima de formação permanece controversa. Estudos analisando a última parte do processo de acreção, na qual protoplanetas colidem para formar planetas, mostraram que ao redor de ambas as estrelas, formação planetária é possível até cerca de 2 UA e que vários planetas com massa terrestre são esperados. No entanto, outros estudos modelando o estágio anterior do processo de acreção, em que planetesimais se juntam para formar os protoplanetas, concluíram que em ambas as estrelas, a formação planetária é restrita a uma zona até aproximadamente 0,5 UA. Além dessa distância, perturbações pela outra estrela aumentam demais a velocidade dos planetesimais, causando colisões destrutivas que impedem sua acreção mútua. Isso significa que formação planetária pode ser inviável na zona habitável de α Cen A, e marginalmente viável no limite interno da zona habitável de α Cen B. Uma análise mais detalhada da evolução dos planetesimais e do disco gasoso, ou um disco levemente inclinado, produzem cenários mais favoráveis para acreção e podem ser soluções para esse problema. Mesmo que não tenha havido formação planetária além de 0,5 UA, a existência de planetas na zona habitável continua possível, considerando efeitos como migração e uma órbita estelar diferente durante a formação do sistema. É provável que Proxima Centauri não tenha interferido na formação de planetas ao redor de α Cen A ou B, mesmo que tenha se formado mais perto do par.

### Estudos observacionais
Em 2012, foi anunciada a descoberta de um planeta extrassolar orbitando α Centauri B, denominado Alpha Centauri Bb, com uma massa mínima de 1,13 vezes a massa da Terra (M⊕) em uma órbita curta com período de 3,2357 dias. No entanto, em 2015 uma reanálise dos dados de velocidade radial da estrela mostrou que o planeta quase certamente não existe e que seu sinal era apenas um artefato matemático da análise dos dados. Uma busca por planetas em trânsito ao redor de α Centauri B detectou um evento único com período mediano de 12,4 dias, que pode ter sido causado por um planeta diferente de Alpha Centauri Bb (Alpha Centauri Bc).
Em agosto de 2016, foi anunciada a descoberta de um planeta ao redor de Proxima Centauri, denominado Proxima Centauri b, em zona considerada propícia ao surgimento da vida. Esse planeta tem uma massa mínima de 1,27 M⊕ e orbita a estrela a uma distância média de 0,0485 UA, levando  11,186 dias para completar uma órbita.
Os limites de detecção mais recentes (2017) para planetas nas zonas habitáveis são 53 M⊕ para α Cen A, 8,4 M⊕ para α Cen B e 0,47 M⊕ para Proxima Centauri.
| Planeta   | Massa               | Semieixo maior (UA)   | Período orbital (dias) | Excentricidade |
| --------- | ------------------- | --------------------- | ---------------------- | -------------- |
| Proxima b | >1,27+0,19 −0,17 M⊕ | 0,0485+0,0041 −0,0051 | 11,186+0,001 −0,002    | <0,35          |

## Exploração
O projeto Starshot, liderado pelo cientista britânico Stephen Hawking e pelo bilionário russo Yuri Milner, pretende levar uma espaçonave de tamanho pequena, impulsionada por laser, a uma velocidade a 20% da velocidade da luz, para visitar o sistema Alpha Centauri.

## Nomenclatura
α Centauri é a designação de Bayer para este sistema.
O nome da estrela mais brilhante da constelação de Centauro é de origem árabe. Rigel Centaurus ou Rigil Kentaurus ou Rigil Kent provem da frase em árabe Rijl Qantūris ou Rijl al-Qantūris, que significa o "Pé do Centauro". O outro nome alternativo é Toliman, que também vem do árabe al-Zulmān e significa "o avestruz".[carece de fontes?]
Em 2016, a União Astronômica Internacional organizou um grupo para catalogar e padronizar nomes próprios estelares; em 20 de julho de 2016 foi aprovado o nome Proxima Centauri para Alpha Centauri C, e em 6 de novembro de 2016 o nome Rigil Kentaurus para Alpha Centauri A.
Na astronomia chinesa, 南門 Nán Mén, o que significa Portão do Sul, refere-se a um asterismo consistindo de α Centauri e ε Centauri. Consequentemente, α Centauri em si é conhecida como 南門二 Nán Mén Èr, a Segunda Estrela do Portão do Sul.
Algumas tribos aborígenes viam Alpha e Beta Centauri como dois irmãos, chamados Bermbermgle, que mataram com uma lança o emu Tchingal (representado pela Nebulosa do Saco de Carvão).